# Gauthier Grumier
Gauthier Grumier (* 29. Mai 1984 in Nevers) ist ein ehemaliger französischer Degenfechter. Er ist Olympiasieger und gewann mehrfach Gold bei Welt- und Europameisterschaften.

## Erfolge
Gauthier Grumier erfocht seine größten Erfolge mit der Mannschaft. In den Jahren 2003, 2011, 2015 und 2016 wurde er mit ihr Europameister, 2006, 2009, 2010,  2011 und 2014 gewann er jeweils mit der Mannschaft die Weltmeisterschaft. Eine Silbermedaille gewann er mit ihr zudem bei der Weltmeisterschaft 2012. Aber auch im Einzel war Grumier bei beiden Meisterschaften erfolgreich. 2009 erreichte er in Plowdiw mit Rang drei das Podest, ehe er 2015 Europameister wurde. Bei Weltmeisterschaften gewann er 2014 in Kasan Bronze sowie 2010 in Paris und 2015 in Moskau jeweils Silber.
Zweimal nahm der Linkshänder an Olympischen Spielen teil. 2012 belegte er in London den 18. Rang. Vier Jahre darauf bei den Olympischen Spielen in Rio de Janeiro verlief der Einzelwettbewerb für Gauthier erfolgreicher. Er erreichte das Halbfinale, in dem er Géza Imre mit 13:15 unterlag. Das abschließende Gefecht um Bronze gegen Benjamin Steffen gewann er mit 15:11. Mit der Mannschaft erreichte er nach Siegen gegen Venezuela und Ungarn das Finale, das gegen Italien mit 45:31 gewonnen wurde. Grumier wurde so gemeinsam mit Yannick Borel, Daniel Jérent und Jean-Michel Lucenay Olympiasieger. Im Anschluss an die Spiele gab er sein Karriereende bekannt. Für seinen Olympiasieg erhielt er Ende 2016 das Ritterkreuz der Ehrenlegion.
Grumier ist verheiratet.